# Vũ Cẩm Nhung
 Là siêu mẫu thế hệ đầu tại Việt Nam, từng đứng thứ 4 tại cuộc thi Siêu mẫu châu Á 1994 được tổ chức ở đảo Guam (Mỹ), Vũ Cẩm Nhung trở thành "nữ hoàng" từng xuất hiện trên rất nhiều trang bìa báo, tạp chí, lịch treo tường,...
Vũ Cẩm Nhung sinh năm 1976 tại Hà Nội, xuất thân từ một gia đình trí thức không mấy khá giả ở Hà Nội. Thuở chưa lấy chồng, chị sống cùng gia đình trong căn hộ rộng 15 m2 thuộc khu tập thể Đại học Bách Khoa. Những năm tháng bao cấp, chị và bố mẹ thường xuyên phải xếp hàng để đổi tem phiếu lấy gạo, dầu, thực phẩm. Có thể nói, nghề mẫu đã thay đổi cuộc sống của chị. Sàn diễn trong nước và cả quốc tế đều có tên Vũ Cẩm Nhung.
Vủ Cẩm Nhung bén duyên với nghề người mẫu sau khi đoạt giải Hoa Khôi Sinh viên Hà Nội năm 1993, sau đó cô tiếp tục đăng ký dự thi Hội thi Khoẻ đẹp - Thời trang - Thể thao Toàn Quốc năm 1993 (Nay là Hoa Khôi Thể thao) và xuất sắc đoạt ngôi Á Khôi 1. Từ đây cái tên Vũ Cẩm Nhung đã trở nên quen thuộc trên các sàn diễn lớn nhỏ ở thủ đô. Năm 1994, cô tiếp tục tham dự cuộc thi Tỉm kiếm Người mẫu Thời trang Châu Á do Tạp chí Thời trang trẻ phối hợp cùng công ty Cát Tiên Sa tổ chức tại Thành phố Hồ Chí Minh và xuất sắc đạt vị trí Á quân sau Hoa Hậu Hà Kiều Anh.
Cuối năm 1994 Vũ Cẩm Nhung cùng người mẫu Trần Bảo Ngọc  được CLB Người mẫu Hà Nội lựa chọn làm đại diện Việt Nam tham dự cuộc thi Người mẫu Châu Á tại Guam, và tại cuộc thi này cô đã về ví trí thứ 4 chung cuộc. Kề từ đây Vũ Cẩm Nhung là cái tên luôn được săn đón trên các sàn diễn trong nước lẫn quốc tế. Cô xuất hiện rất nhiều trong các chương trình thời trang Việt Nam lúc bấy giờ như Duyên dáng Việt Nam, Một tháng Sài Gòn... Nhưng khi ở đỉnh cao sự nghiệp, Vũ Cẩm Nhung quyết định gác lại tất cả để tiếp tục học Đại học Kinh tế Quốc dân Hà Nội. Ngay khi vừa tốt nghiệp, cô nhận được lời mời làm Giám đốc kinh doanh cho hãng mỹ phẩm Tenamyd. Không chút do dự, Cẩm Nhung chớp lấy cơ hội. Vũ Cẩm Nhung hiện nắm giữ vai trò vị trí Phó tổng giám đốc của Công ty Cổ phần Dược phẩm Tenamyd.
Tưởng rằng Vũ Cẩm Nhung đã rời xa showbiz mãi mãi. Nhưng rồi đến một ngày, "duyên nợ" như trở lại, chị siêng năng tụ họp với các người đẹp kỳ cựu trong showbiz như: Diễm My, Đàm Lưu Ly, Giáng My, Hà Kiều Anh, Vi Thị Đông, Trương Ngọc Ánh... Chị nhận lời làm khách mời cho một vài sự kiện giải trí, có khi thử trở lại sàn catwalk. Tất cả mang đến cho Vũ Cẩm Nhung thêm niềm vui, nụ cười hạnh phúc.